# Myotis annectans
Myotis annectans é uma espécie de morcego da família Vespertilionidae.
Pode ser encontrada nos seguintes países: Índia, Indonésia, Laos, Myanmar e Tailândia.